# مدیریت بر پایه شایستگی
مدیریت بر پایهٔ شایستگی یا به عبارت دیگر مدیریت منابع انسانی با رویکرد شایستگی، بعد از مقاله مهم لاولر (۱۹۹۴) مطرح شد که در آن مقاله از اهمیت شایستگی در سازمان‌ها سخن به میان آمد. لاور سیر تحولی سازمان‌ها، از سازمان‌های تحلیل شغل-محور، به سازمان‌های شایستگی محور یا شایسته سالار را بررسی کرد.

امروزه تعداد وسیعی از سازمان‌ها، روش‌های مدیریت منابع انسانی مبتنی بر شایستگی (Competency-based HRM Practices) را به کار می‌برند. شایان گفتن است که با وجود استفاده و کاربرد آن به روش‌های متفاوت، به نظر می‌رسد شایستگی‌ها از لحاظ مفهومی، نیاز به تفسیر و توضیح دارند.

با بررسی تعاریف گوناگون شایستگی، چنین به نظر می‌رسد که شایستگی همانند چتری دربرگیرندهٔ هر آن چیزی است به گونه‌ای مستقیم یا غیرمستقیم بر روی عملکرد شغلی تأثیر دارد.
به عبارت دیگر شایستگی‌ها بیانگر این مسئله است که افراد چگونه باید انجام وظیفه کنند یا در شرایط خاص چگونه واکنش نشان داده، یا چگونه رفتار کنند؟

## تعریف شایستگی
روان شناسان، شایستگی را محرک، ویژگی یا مهارت برجسته تعریف کرده‌اند که منجر به عملکرد شغلی بهتر می‌شود. همچنین تعریف ارائه شده توسط جامعه بین‌المللی عملکرد (ISPI) می‌گوید: مجموعه دانش، مهارت و نگرشهایی که کارکنان را قادر می‌سازد به صورتی اثربخش فعالیت‌های مربوط به شغل یا عملکرد شغلی را طبق استانداردهای مورد انتظار انجام دهند شایستگی نامیده می‌شود.

اسپنسر و اسپنسر (۱۹۹۳) شایستگی را ویژگی زیربنایی فرد که به‌طور کلی با عملکرد اثربخش ملاک مدار یا عملکرد برتر در یک شغل یا وضعیت، رابطه دارد تعریف می‌کنند.

## تاریخچه شایستگی
کرستید (۱۹۹۸) بر این باور است که رویکرد شایستگی، رویکردی جدید در مدیریت منابع انسانی نیست و رومی‌ها، در تلاش برای دستیابی به صفات جزئی و تفصیلی سرباز خوب رومی از آن استفاده می‌کردند.

در هر حال متدولوژی مبتنی بر شایستگی به شکل مدون و امروزی توسط شرکت هی-مکبر که مؤسس آن دیوید مک کللند روان‌شناس برجسته دانشگاه هاروارد بود، در اواخر دهه ۱۹۶۰ و اوایل دهه ۱۹۷۰ ارائه شد. مک کللند، کار را با تعریف متغیرهای شایستگی آغاز کرد که می‌توانستند عملکرد شغلی را پیش‌بینی کنند و تحت تأثیر جنسیت، نژاد یا عوامل اجتماعی و اقتصادی قرار نمی‌گرفتند. مطالعات او به شناسایی جنبه‌های مختلف عملکرد کمک کرد.

## سطوح شایستگی
شایستگی را می‌توان در سه سطح فردی، سازمانی و راهبری دسته‌بندی کرد.
- سطح فردی
شامل دانش و مهارت‌های بالقوه، ظرفیت‌ها (قابلیت‌ها) و صلاحیت‌های کارکنان.
- سطوح سازمانی
شامل روش ویژه سازمان در ترکیب منابع گوناگون. به عبارت دیگر، شایستگی شامل ترکیب متقابل دانش و مهارت‌های کارکنان با دیگر منابع سازمان، مانند دانش سیستم‌ها، امورجاری، رویه‌ها و تولیدات فناورانه است.
- سطح راهبردی
ایجاد و حفظ برتری رقابت‌آمیز، از راه ترکیب خاصی از دانش، مهارت‌ها، ساختارها، راهبردها و فرایندها است.

## الگوهای شایستگی
الگوی شایستگی عبارت است از یک الگوی قابل اندازه‌گیری برای سنجش توانایی‌ها و رفتارهای مورد نیاز برای انجام دادن فعالیت‌های کاری به صورت موفقیت‌آمیز. هدف از تدوین مدل شایستگی در هر سازمان ارائه الگویی برای یکپارچه‌سازی عملکرد سامانه منابع انسانی است. به گونه‌ای که منجر به عملکرد مؤثر و موفقیت سازمانی شود. (دهقانان ۱۱۸:۱۳۸۶) الگوی شایستگی یک شکل انتزاعی است که رابطه بین شایستگی‌های مورد نظر را به صورت سیستماتیک و مفهومی نمایش می‌دهد.

## ویژگی‌های مدل شایستگی
الگو و معماری شایستگی، ساختاری برای شرح شغل و مقیاسی برای ارزیابی عملکرد است. این ساختار به سازمان‌ها امکان می‌دهد، به هنگام ارزیابی افراد و توانایی‌های مورد نیاز آنها، به یک زبان سخن گویند. از سوی دیگر، سازمان‌ها با مقایسه شایستگی افراد با شایستگی‌های مورد نیاز برای شغل، به سهولت خواهند توانست سطح مهارت شایستگی‌های افراد را تعیین کنند.
- منحصر به فرد (هر شایستگی به یک ویژگی تخصیص داده شود).
- یکنواختی یا همگنی داخلی (شایستگی‌های هر ویژگی به هم شبیه و از سایر شایستگی‌های دیگر متفاوت باشند).
- جامعیت (هر ویژگی مهم باید در الگو باشد).
- ثابت (شایستگیها به سهولت بین ویژگی قابل نقل و انتقال نباشد).
- نامگذاری مرتبط (نام با تمام کوتاهی خود، منظور و مفهوم را منتقل کند).[۱]

### کتاب
Dubois, D. , & Rothwell, W. (2004). Competency-Based Human Resource Management. Davies-Black
Publishing
Spencer, L M. in Cherniss, C. and D. Goleman, eds.  (2001) “The economic value of emotional
intelligence competencies and EIC-based HR programs”, in The Emotionally Intelligent
Workplace: How to Select for, Measure, and Improve Emotional Intelligence in Individuals,
Groups and Organizations. San Francisco, CA: Jossey-Bass/Wiley
Ulrich, D. and Brockbank, W. (2005) The HR Value Proposition. Boston: Harvard Business School Press

### مقاله
Bartram, D. (2005) The Great Eight competencies: A criterion-centric approach to validation. Journal of
Applied Psychology, 90, 1185–1203
Draganidis, F. , & Mentzas, G. (2006). Competency-based management: A review of systems and
approaches. Information Management &Computer Security, 14, 51-64
Homer, M. (2001).  Skills and competency management. Industrial and Commercial training, 33/2, 59-62
Horton, S. (2000). Introduction- the competency-based movement: Its origins and impact on the public
sector. The International Journal of Public Sector Management, 13, 306-318
McEvoy, G. , Hayton, J. , Wrnick, A. , Mumford, T. , Hanks, S. , & Blahna, M. (2005). A competency-based
model for developing human resource professionals. Journal of Management Education, 29, 383-
402
Rausch, E. , Sherman, H. , & Washbush, J. B. (2002). Defining and assessing competencies for
competency-based, outcome-focused management development. The Journal of Management
Development, 21, 184-200
Schmidt, F.L. , & Hunter, J.E. (1998). The validity and utility of selection methods in personnel psychology:
Practice and theoretical implications of research findings. Psychological Bulletin, 124, 262-274
Stevens, G. E., (2012). A Critical Review of the Science and Practice of Competency Modeling. Human Resource Development Review, 12(1) 86–107.